# Geschiedenis van Sri Lanka
De geschiedenis van Sri Lanka geeft een overzicht van de historische ontwikkeling van Sri Lanka.

## Vroege geschiedenis
De prehistorische inwoners van Sri Lanka waren de Wanniyala-Aetto, beter bekend als de Wedda's. De Singhali (de voorouders van de Singalezen, vermoedelijk afkomstig uit Noord-India) arriveerden waarschijnlijk in de 6e eeuw v.Chr. Het boeddhisme werd geïntroduceerd in het midden van de 3e eeuw voor Christus. Er ontwikkelden zich verschillende beschavingen rond steden als Anuradhapura en Polonnaruwa.

## Middeleeuwen
De Tamils migreerden geleidelijk vanuit Zuid-India naar het noorden van het eiland Sri Lanka. In de 11e eeuw vestigden zij een koninkrijk rond Jaffna.
De relaties tussen de beide groepen (Singalezen en Tamils) waren complex, soms vreedzaam en soms oorlogszuchtig. Beide vielen de andere groep verscheidene malen aan. De Tamils slaagden erin de Singalezen in de loop der eeuwen naar het zuiden van het eiland te drijven.

## Europeanen

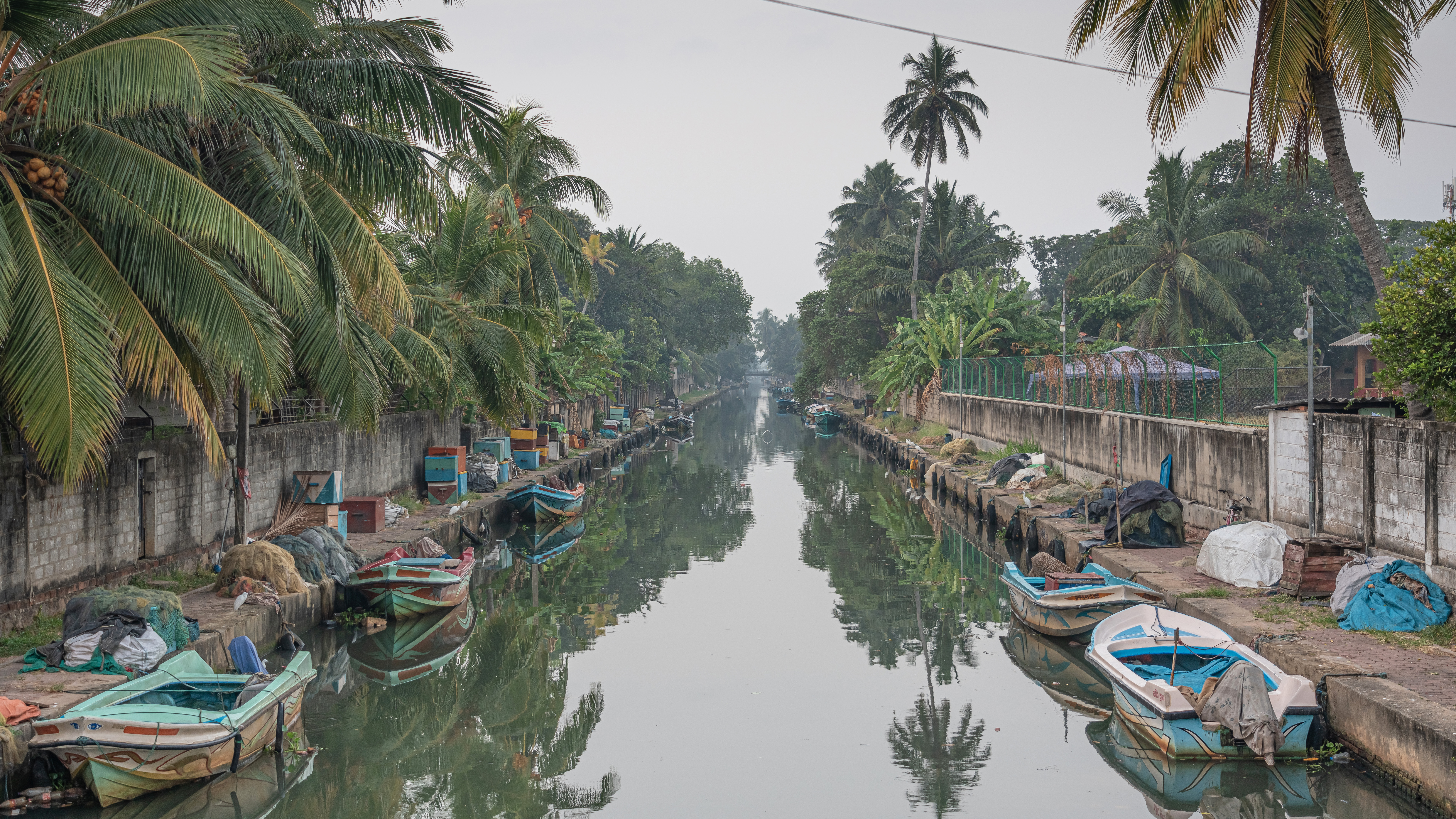
Nederlands kanaal nabij Negombo

In 1505 vestigden de Portugezen zich op het eiland en zij zouden blijven tot 1658. In 1517 bouwden de Portugezen een fort bij de havenstad Colombo. Geleidelijk breidden ze hun invloed uit over de kustgebieden. Na tientallen jaren van oorlogen met de Portugezen verplaatste koning Vimaladharmasuriya I zijn residentie naar de stad Kandy, die in het binnenland gelegen was en die hij beter beschermd achtte tegen Europese aanvallen. Het doel van de Portugezen was niet enkel handel drijven. In hun godsdienstig fanatisme verwoestten ze ook hindoetempels en zelfs enkele boeddhistische religieuze gebouwen.
De Portugezen werden gevolgd door de Nederlanders (zie: VOC op Ceylon). De Nederlanders waren vooral geïnteresseerd in de handel in kaneel en olifanten. Mettertijd kregen ze de hele kust van het eiland in handen, terwijl zich in de bergen in het binnenland het Singalese koninkrijk Kandy bevond. Om het monopolie op de kaneelhandel te beschermen hebben ze een aantal vestingen opgericht, onder andere in Galle en Colombo. Joris van Spilbergen was in 1602 de eerste die met de vorst van Kandy handelsbetrekkingen aanknoopte.

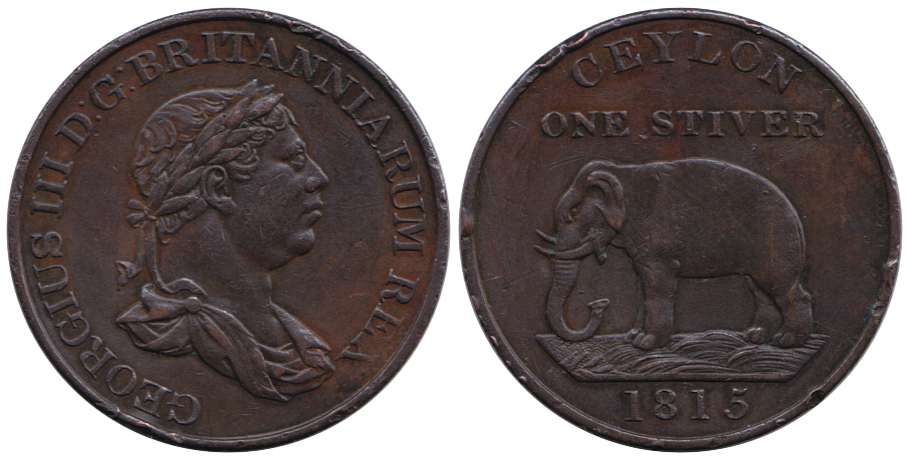
Britse Ceylon stuiver 1815.

In 1796 namen de Britten het eiland over van de Nederlanders. Het werd een kroonkolonie in 1802. De Britten hebben wel het gehele land bevolkt en in het land zijn daarom ook veel Britse invloeden te zien. (bijvoorbeeld Nuwara Elia, wat een populaire vakantieplaats was, maar ook in de spoorwegen). Nakomelingen van onder anderen de Nederlandse kolonisten worden aangeduid als Burghers. Hun invloeden zie je nog terug in allerlei topografische namen. Zo is er bijvoorbeeld een eiland dat Delft heet.

## Geschiedenis sinds de onafhankelijkheid in 1948
Het eiland werd onafhankelijk onder de naam Dominion Ceylon op 4 februari 1948. Na de onafhankelijkheid maakte de regering in de jaren 50 het Singalees de officiële taal van het eiland. Hierop besloot minister-president Solomon Bandaranaike het Tamil in sommige gebieden toe te staan, waarop hij door een Singalese extremist in 1959 om het leven werd gebracht. Hij werd opgevolgd door zijn vrouw Sirimavo Bandaranaike, die daarmee de eerste vrouwelijke minister-president werd. De onrust tussen de Tamils en Singalezen zou sindsdien bij tijd en wijle opnieuw oplaaien.
In 1972 werd de naam van het land veranderd in Sri Lanka en werd de hoofdstad verplaatst naar Sri Jayewardenapura Kotte. Strubbelingen tussen de Tamil-minderheid en de Singalese meerderheid explodeerde in het midden van de jaren 80 van de 20e eeuw. Sindsdien zijn er tienduizenden omgekomen bij de burgeroorlog.
In 1987 werd na interventie door India een staakt-het-vuren overeengekomen. Het land stuurde hierna troepen maar trok zich in 1990 weer terug omdat het er niet in geslaagd was de Tamiltijgers te ontwapenen. In 1993 kwam de president van het land na een aanslag om het leven. Na 20 jaar van gevechten hebben de Tamiltijgers en de regering een staakt-het-vuren gesloten in februari 2002, na onderhandelingen waarbij bemiddeld werd door Noorwegen.
Op 7 februari 2004 werd het parlement ontbonden door president Chandrika Bandaranaike Kumaratunga. Haar man, een beroemde Singalese filmster, is vermoord door de JVP. Deze partij zat met haar Bandaranaike-partij in haar tweede kabinet tot eind 2005. Ze was de derde president van de familie Bandaranaike. Er werden nieuwe verkiezingen gehouden op 2 april en het nieuwe parlement kwam voor het eerst bijeen op 23 april.
Op 26 december 2004 werd Sri Lanka getroffen door tsunami's als gevolg van een zware zeebeving, waardoor veel doden en gewonden vielen. Hierdoor werd er een harde klap uitgedeeld aan het toerisme dat net weer opkwam na de jaren van binnenlandse strijd. De golf kostte aan ruim 35.000 mensen het leven, in dit land alleen al. Daarnaast waren er in Sri Lanka nog 4.000 gewonden en ruim 5.000 vermisten.
In 2022 ging het land door zijn zwaarste economische crisis ooit, waarbij het land in april zelfs de betaling van buitenlandse schulden noodgedwongen opschortte.
Geschiedenis van:
Afghanistan · 
Armenië · 
Azerbeidzjan · 
Bahrein · 
Bangladesh · 
Bhutan · 
Brunei · 
Cambodja · 
China · 
Filipijnen · 
Georgië · 
India · 
Indonesië · 
Irak · 
Iran · 
Israël · 
Japan · 
Jemen · 
Jordanië · 
Joodse Autonome Oblast · 
Kazachstan · 
Kirgizië · 
Koeweit · 
Korea (Noord-Korea, Zuid-Korea) · 
Laos · 
Libanon · 
Maldiven · 
Maleisië · 
Mongolië · 
Myanmar · 
Nepal · 
Oezbekistan · 
Oman · 
Oost-Timor · 
Pakistan · 
Palestina · 
Qatar · 
Rusland ·  
Saoedi-Arabië · 
Siberië · 
Singapore · 
Sri Lanka · 
Syrië · 
Tadzjikistan · 
Taiwan · 
Thailand · 
Tibet · 
Toeva · 
Turkije · 
Turkmenistan · 
Verenigde Arabische Emiraten · 
Vietnam · 
Xinjiang
Midden-Oosten · Centraal-Azië · Zuid-Azië